# Ligne 5 (S-Bahn Rhin-Main)
Pour les articles homonymes, voir S5.
La ligne S5 fait partie du réseau de la S-Bahn Rhin-Main. Il relie Friedrichsdorf à la gare du midi de Francfort dans le centreville de Francfort.
Elle fut inaugurée 1978 et compte actuellement 17 stations pour une longueur de 28,9 km. 

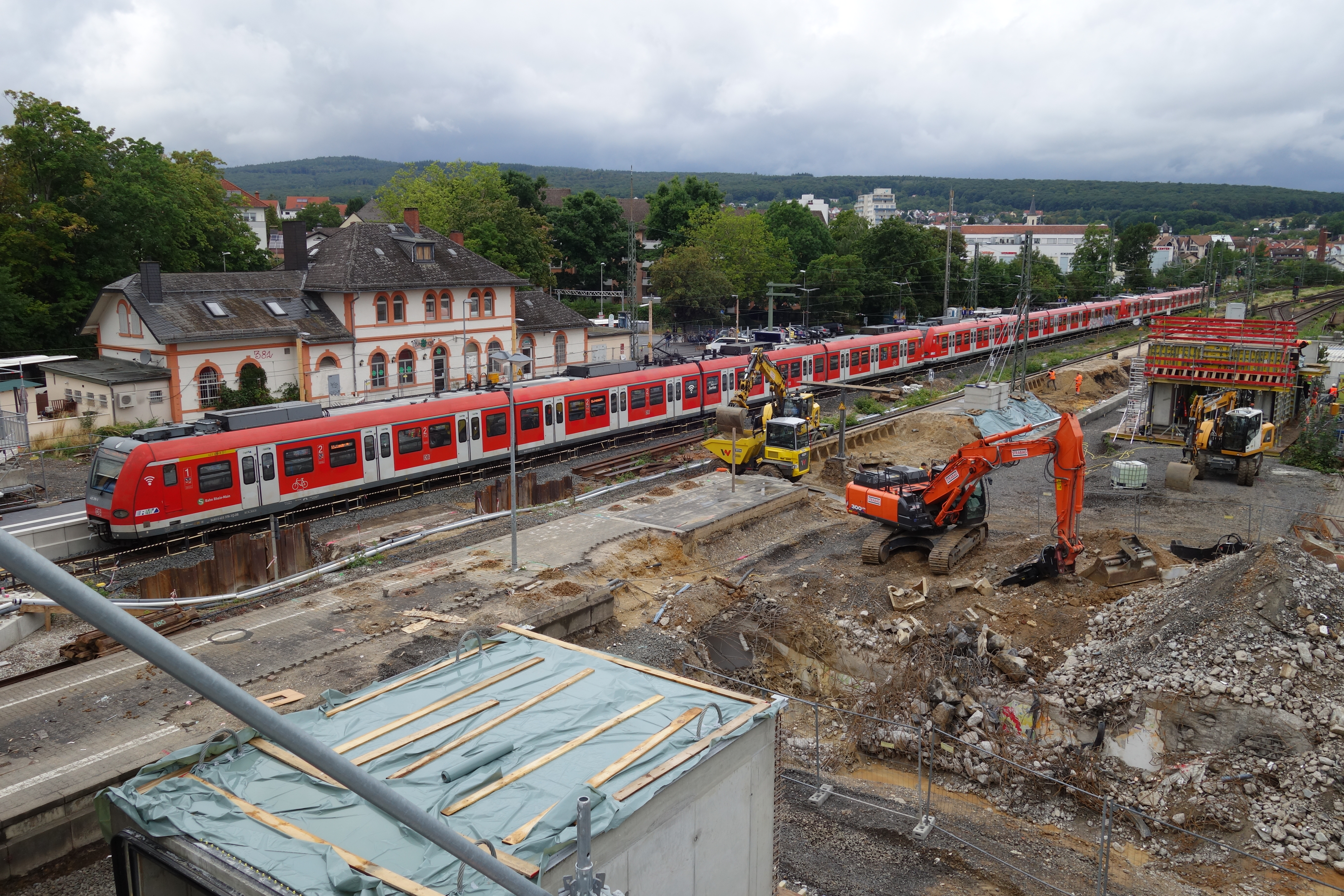
Gare de Friedrichsdorf lors de la modernisation en 2023 avec un train de S5